# 原平西站
原平西站位于中华人民共和国山西省忻州市原平市西镇乡沙晃村，是大西高速铁路上的高铁站，于2018年9月28日启用，由中国铁路太原局集团管辖。

## 歷史
- 2018年9月28日启用。

## 附近景点
- 天牙山风景区
- 石鼓寺
- 芦芽山风景名胜区
- 五台山
- 滹沱河
- 雁门关
- 大营温泉